# Mose Doertenbach
Mose Doertenbach (* 17. Dezember 1671 in Calw; † 19. November 1737 in Calw) war ein württembergischer Unternehmer und Pietist.

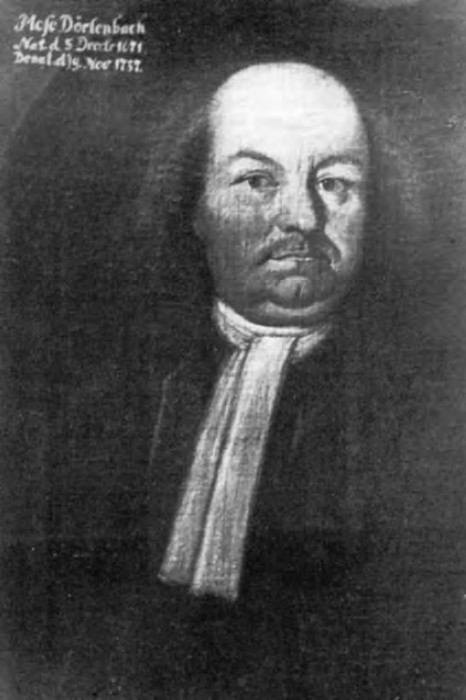
Mose Doertenbach

## Leben
Mose Doertenbach war ein Nachfahre von Johann Jakob Doertenbach und wie dieser unternehmerisch tätig. Er gründete zusammen mit seinem Cousin Johann Georg Zahn 1721 das Unternehmen Mose Doertenbach & Compagnie, das mit Kobalt handelte und sowohl 1721 als auch 1732 von Fürst Joseph Wilhelm Ernst von Fürstenberg ein besonderes Privileg erhielt.
Schon 1706 hatte Mose Doertenbach in den Bergbau investiert. Aufgrund der Missstände in den Silber- und Kobaltgruben um Wittichen sowie eines Fehlschlags bei dem Versuch der Kobaltverwertung waren die Betreiber der Gruben und des Farbwerks in Geldnöte geraten. Hier sprang Mose Doertenbach als Geldgeber ein. Er brachte nach und nach die Mehrheit der Kuxe an sich, bis er 1721 schließlich Gruben und Farbwerk ganz übernehmen konnte. Unter Mose Doertenbach wurden alte Gruben reaktiviert und neue Schürfungen vorgenommen. Bis 1725 waren 21 Werke in Betrieb, darunter die Gruben Gnade Gottes und St. Joseph, Sophia zum Ludwig, Bergmännisch Glück im Gallenbach, St. Antoni in Kaltbrunn, Güte Gottes bei Wittichen, Gabe Gottes im Gallenbach, Bergmännisch Herz bei Wittichen, Hilfe Gottes und Erzengel Michael. Nur die Schürfungen in der St.-Josephs-Zeche erwiesen sich aber wirklich als ergiebig.
Dagegen war das Blaufarbenwerk sehr erfolgreich. Die Farbenverkaufsgesellschaft richtete Lager in London, Venedig und Mailand ein. Auch mit Holland bestanden Handelsbeziehungen; möglicherweise wurde das Delfter Porzellan zeitweise mit Farben aus Wittichen bemalt.
1732 wurde das Privileg des Fürsten Joseph Wilhelm Ernst von Fürstenberg erneuert. Er erließ aus diesem Anlass eine allgemeine Bergordnung und erwies in der Präambel den Bemühungen der Firma Doertenbach um den Bergbau im Kinzigtal seinen Respekt. Ein Jahr vor dem Tod Mose Doertenbachs stieß man im sogenannten Sophiagang des Josephstollens auf ergiebige Silber- und Kobaltvorkommen. Nachdem in den 1740er Jahren noch Gewinn gemacht worden war, waren die nachfolgenden Jahrzehnte nicht mehr sehr erfolgreich. Die Nachkommen Mose Doertenbachs stießen ihre Anteile an den Gruben nach und nach ab; Kobalt wurde zeitweise aus Spanien, Böhmen und England importiert. 1837 verkauften die Nachfahren Mose Doertenbachs auch die Witticher Farbmühle, in der Mitte des 19. Jahrhunderts zogen sie sich ganz aus dem Bergbau zurück. Zeugnisse aus der Bergbauzeit sind im Klostermuseum in Wittichen zu sehen; in der Nähe liegt ein sieben Kilometer langer geologischer Lehrpfad mit vier Abraumhalden.

## Calwer Kirchenstreit
Der Pietismus war eine separatistische Bewegung, die mehr Sittenstrenge im allgemeinen Leben und bei den Landesherren forderte. Insbesondere die Lebensführung des württembergischen Herzogs war den Pietisten ein Dorn im Auge. Die Vertreter der offiziellen Landeskirche jedoch hielten sich, obwohl sie Korruption und Verderbnis ebenfalls tadelten, weitgehend zurück, da mit Sanktionen zu rechnen war: Bereits 1706 hatte Mose Doertenbach einige Geistliche, die von der Landeskirche verstoßen worden waren, weil sie radikal-pietistische Ansichten vertraten, in seinem Haus aufgenommen. Damals wirkte noch der Dekan Christoph Zeller in Calw, der an dieser Aktion offenbar keinen Anstoß nahm und bei seiner Gemeinde beliebt war. Zu Zusammenstößen zwischen der Kirche und den Pietisten kam es damals noch nicht. Nachdem aber der neue Dekan Johann Philipp Zeller 1710 von der Kanzel herab seine gegen die Pietisten gerichteten orthodoxen Ansichten verkündet hatte, verzichteten zahlreiche Angehörige der Calwer Compagnie, darunter der theologisch interessierte Mose Doertenbach, auf den Kirchenbesuch und hielten stattdessen eigene Andachtsstunden ab. Nachdem Strafandrohungen nicht fruchteten, wurde im Frühjahr 1713 eine Untersuchungskommission nach Calw entsandt. Burckhard Bardili, der Hofprediger Andreas Adam Hochstetter und der Tübinger Theologieprofessor Johann Ulrich Fromann befragten zwei Wochen lang zahlreiche Beteiligte. Schließlich kam die Kommission zu dem Ergebnis, dass am Lebenswandel der Pietisten nichts auszusetzen sei: „Der Wandel seye fromm und richtig: Sie betten und singen fleißig: leben nicht üppig, sondern nur zur Nothdurfft im Eßen, Trincken und Kleidung: thun den Krancken, ohne Unterschied vil guts [...] Halten sich still und eingezogen [...] Machen der Obrigkeit nichts zu schaffen, seyen ihro auch nicht überlästig [...] Wäre sonst gar nichts an ihnen zu klagen, als dass sie sich separiren.“ Johann Philipp Zeller dagegen habe sich in seinen Predigten mitunter nicht nur obskur, sondern gar obszön ausgedrückt, so dass manche seiner Ausdrücke im schriftlichen Bericht gar nicht niedergelegt werden könnten. 1715 ließ er sich nach Böblingen versetzen, woraufhin Mose Doertenbach und seine Bekannten und Verwandten die Kirchenbesuche wieder aufnahmen. Das tolerante Pietistenreskript von 1743 dürfte auch unter dem Einfluss des Calwer Streites zustande gekommen sein.

## Nachkommen
Mose Doertenbachs Sohn Johann Jakob Doertenbach (1699–1750) wurde 1737 Nachfolger der Firma Doertenbach & Cie. Mose Doertenbachs Enkel Christoph Mose Doertenbach (1729–1753), der Vater des „Silbermose“ Georg Christoph Mose Doertenbach (1753–1819), gründete 1750 mit Christian Gottlieb Koch in Stuttgart ein Handelsgeschäft für Tee, Kaffee, Gewürze und andere Waren. Seit 1770 hieß die Firma Zahn & Cie. Daraus ging im Jahre 1900 die Firma Zahn & Nopper hervor, die bis 1985 bestand. Der Unternehmer und Politiker Johann Georg Doertenbach war ein Ur-Ur-Enkel von Mose Doertenbach.